# John Storer (Philanthrop, 1796)
John Storer (* 18. Januar 1796 in Wells, Maine, USA; † 23. Oktober 1867) war ein US-amerikanischer Kaufmann und Philanthrop.  Er ist der Namensgeber des Storer College in Harpers Ferry, West Virginia.

## Leben

Das Storer College

Storer wurde 1796 in Wells, Maine, geboren und war Kongregationalist. Er begann als Angestellter für die Firma Smith & Porter in Kennebunk, Maine, aber auf deren Empfehlung und mit ihrer Finanzierung gründete er 1820 sein eigenes Geschäft in Sanford. Er besaß schließlich Geschäfte im ganzen Bundesstaat Maine und tätigte zahlreiche lukrative Investitionen.
Storer war anfangs Whig, später ein Republikaner.
Wie die Frau von Rev. Oren B. Cheney, dem Gründer einer Freewill Baptist School in Maine, mitteilte, schlug Cheney Storer vor, für „die farbige Rasse“ zu spenden. Damit sollte ehemaligen Sklaven geholfen werden. Storer bot den Freewill Baptists 10.000 Dollar für eine „farbige Schule“ im Süden an, mit mehreren Bedingungen. Zuerst muss die Schule planen, ein gradverleihendes College zu werden. Zweitens musste die Schule allen Bewerbern offenstehen, unabhängig von „Rasse“ oder Geschlecht. Und schließlich musste die Freewill Baptist Church innerhalb des Jahres seine Spende um 10.000 US-Dollar aufstocken. Das Geld wurde gesammelt und das Storer College öffnete seine Türen; im März 1868 erhielt es seine Staatsurkunde.
Storer starb 1867 an Typhus; Freie Willensbaptisten führten die Beerdigung durch. Seine Erben spendeten der Schule zusätzliche Mittel.